# Мандрівець (журнал)
«Мандріве́ць» — всеукраїнський науковий часопис. Один з небагатьох в Україні наукових журналів недержавної форми власності. 
Журнал «Мандрівець» виходить раз на два місяці та надсилається до бібліотек, що їх перелік затверджений постановою Президії ВАК України від 22. 05. 1997, № 16/5.
Реєстраційне свідоцтво КВ № 8104 від 06. 11. 2003.

## Історія
Видання засновано 1993 року в Тернополі як журнал гуманітарних студій. Від 2003 року «Мандрівець» — спільний проект Національного університету «Києво-Могилянська академія» та видавництва «Мандрівець».

## Тематика
13 липня 2015 року журнал включено до переліку наукових фахових видань зі спеціальностей:
- філологія;
- історія;
- філософія.

Саме вони визначають тематичну спрямованість журналу.

## Редакція журналу «Мандрівець»
- Богдан Фенюк – шеф-редактор;
- Федір Полянський – головний редактор;
- Володимир Моренець – головний редактор з філологічних наук;
- Марина Ткачук – головний редактор з філософських наук;
- Михайло Кірсенко – головний редактор з історичних наук;
- Анна Семенова – літературний редактор;
- Світлана Сав’юк – верстання;
- Андрій Трут – технічний редактор;
- Олександр Курило – комп’ютерна графіка.

## Редакційна колегія

### Філологічні науки
- Володимир Моренець — д-р філ. наук (НаУКМА);
- В'ячеслав Брюховецький — д-р філ. наук (НаУКМА);
- Сергій Квіт — д-р філ. наук (НаУКМА);
- Володимир Панченко — д-р філ. наук (НаУКМА);
- Василь Ожоган — д-р філ. наук (НаУКМА);
- Віра Агеєва — д-р філ. наук (НаУКМА);
- Ольга Куца — д-р філ. наук (Тернопільський національний педагогічний університет імені Володимира Гнатюка);
- Олег Лещак — д-р філ. наук (Університет імені Яна Кохановського, м. Кельце, Польща);
- Григорій Штонь — д-р філ. наук (Київський національний університет імені Тараса Шевченка).

### Філософські науки
- Марина Ткачук — д-р філос. наук (НаУКМА);
- Ірина Бондаревська — д-р філос. наук (НаУКМА);
- Вадим Менжулін — д-р філос. наук (НаУКМА);
- Іван Лисий — канд. філос. наук (НаУКМА);
- Валентин Якушик — д-р політ. наук (НаУКМА);
- Сергій Кисильов — канд філос. наук (НаУКМА);
- Катрін Ваннер — професор історії, антропології, релігієзнавства (Університет штату Пенсильванія, США);
- Сергій Йосипенко — д-р філос. наук (Інститут філософії імені Григорія Сковороди НАН України, НаУКМА);
- Тетяна Гончарук — д-р філос. наук (Тернопільський  національний економічний університет);
- Анатолій Довгань — д-р філос. наук (Тернопільський національний технічний університет імені Івана Пулюя);
- Олена Поліщук — д-р філос. наук (Житомирський державний університет імені Івана Франка).

### Історичні науки
- Михайло Кірсенко — д-р іст. наук (НаУКМА);
- Олексій Гарань — д-р іст. наук (НаУКМА);
- Сергій Горін — д-р іст. наук (НаУКМА);
- Віталій Щербак — д-р іст. наук (НаУКМА);
- Олег Бажан — канд. іст. наук ((Інститут історії України НАН України, НаУКМА);
- Катрін Ваннер — професор історії, антропології, релігієзнавства (Університет штату Пенсильванія, США);
- Костянтин Кондратюк — д-р іст. наук (Львівський національний університет імені Івана Франка);
- Ярослав Малик — д-р іст. наук (Львівський регіональний  інститут державного управління НАДУ при Президентові України);
- Степан Павлюк — д-р іст. наук (Інститут народознавства   НАН України).